# Aleksandr Lenderman
Aleksandr Lenderman, Alex Lenderman (ur. 23 września 1989 w Leningradzie) – amerykański szachista pochodzenia rosyjskiego, arcymistrz od 2010 roku.

## Kariera szachowa
W szachy gra od 9. roku życia. W 2005 zdobył w Belfort tytuł mistrza świata juniorów do 16 lat. W 2009 zwyciężył w otwartym turnieju Atlantic Open w Waszyngtonie, podzielił I m. w Indianapolis (turniej US Open, wspólnie z Siergiejem Kudrinem, Jesse Kraaiem, Aleksiejem Jermolinskim, Dmitrijem Gurewiczem i Jackiem Stopą) oraz wypełnił trzy arcymistrzowskie normy, dwukrotnie podczas turniejów rozgrywanych w Filadelfii (World Open oraz 3rd Annual Philadelphia International, dz. I m. wspólnie z Jackiem Stopą), jak również w Nowym Jorku (Edward Lasker Memorial, I m.). W 2010 zajął I m. w turnieju Golden State Open w Concord oraz podzielił I m. (wspólnie z m.in. Michaelem Adamsem, Francisco Vallejo Ponsem, Gatą Kamskim, Siergiejem Mowsesjanem i Étienne Bacrotem) w turnieju Gibraltar Chess Festival w Gibraltarze. W 2011 podzielił I m. (wspólnie z m.in. Nikola Sedlakiem i Dušanem Popoviciem) w Amsterdamie oraz zwyciężył (wspólnie z Ilmārsem Starostītsem) w Bilbao. W 2014 zdobył w Saint Louis brązowy medal indywidualnych mistrzostw Stanów Zjednoczonych oraz podzielił I m. w Bad Wiessee (wspólnie z Robertem Howhannisjanem i Ante Šariciem).
Najwyższy ranking w dotychczasowej karierze osiągnął 1 sierpnia 2019, z wynikiem 2654 punktów.